# Pugio Fidei
Le Pugio Fidei (« Poignard de la Foi » en latin), de son titre complet Raymundi Martini Ordinis Prædicatorum Pugio Fidei [christianæ] adversus Mauros et Judæos, est un ouvrage polémique écrit par le dominicain et disputateur catalan Raimond Martin en 1278.
Ce texte, fortement teinté d'antijudaïsme, voire d'antisémitisme, a exercé une grande influence sur le Moyen Âge chrétien. Il a notamment été utilisé, copié ou plagié à des fins de conversion forcée des Juifs, en particulier par l'ordre des Prêcheurs. Il est également l'une des sources de Pascal dans ses « Rabbinages ».

## Présentation
L'ouvrage entend démontrer la « fausseté » du judaïsme. Il affirme que la Loi de la Torah, bien que révélée par Dieu, a été abolie par la venue du Messie et que les talmudistes ont corrompu le texte de la Bible. Il en veut pour preuve les tikkoune soferim.
Selon l'auteur, le nom même de Jésus est déjà présent dans la Bible hébraïque comme étant celui du Fils de Dieu. En effet, d'après Raimond Martin, le nom originel de Jésus en hébreu est la forme théophore Yéhoshua, YHShW' (« Dieu sauve »), et celle-ci se rapproche de la transcription hypothétique qu'il donne du tétragramme YHWH : « Jéhovah ». Le Pugio Fidei est le premier texte à proposer cette transcription. 
L'auteur en conclut à une parfaite identité entre « Jéhovah » et « Jéhoshua ». Cette théorie a été mise à mal par divers hébraïsants au cours des siècles. Entre autres, Luther fait remarquer que « JéhoSHua » inclut une consonne supplémentaire, le shin, ce qui détruit toute la démonstration.
Le Pugio Fidei, mentionné par Scaliger, a été édité à Paris en 1651,.
Pascal accorde une grande importance au Pugio Fidei dans la liasse « Rabbinage ».
L'ouvrage est cité par Bernard Lazare dans son livre L'Antisémitisme, au chapitre VII.